# چبونیا
چبونیا (به لاتین: Trzebunia) یک سکونتگاه مسکونی در لهستان است که در Gmina Pcim واقع شده‌است.